# Антонюк Ігор Броніславович
Íгор Борисович Антоню́к (нар. 19 травня 1984, Рівне, УРСР) — український волейболіст, догравальник, виступає за клуб Збірна Харківської області-Юридична академія м. Харків. Майстер спорту. Колишній гравець національної збірної України.

## Життєпис
Волейболом займається з 13 років. Перший тренер — Василь Мазуров. Виступав за «Азовсталь» («Маркохім», Маріуполь), ВК «Будівельник-Динамо-Буковина» (Чернівці), «Югра-Самотлор» (Нижньовартовськ). 9 червня 2010 року підписав контракт із ХМВК «Локомотив» (Харків).
У сезоні 2019—2020 виступав у складах ВК «Політехнік-Одеса» та команди ГУНП в Донецькій області, у сезоні 2020—2021 — КЗ «ХПКСП» ХОР, у сезоні 2021—2022 грає за команду Збірна Харківської області-Юридична академія м. Харків.
Грав за молодіжну збірну України, у складі якої посів 6-е місце на Універсіаді в Таїланді у 2007 році.

### Досягнення
Срібний і бронзовий призер Суперліги України, чемпіон вищої ліги, володар Кубка України.